# Gabinete Rouvier II
O Gabinete Rouvier II foi o ministério formado por Maurice Rouvier em 24 de janeiro de 1905 e dissolvido em 18 de fevereiro de 1906. Foi o 44º gabinete da Terceira República Francesa, sendo antecedido pelo Gabinete Combes e sucedido pelo Gabinete Rouvier III.

## Contexto
Após a saída dos socialistas do "Bloco das Esquerdas", a maioria que o governo detinha ficou reduzida a 50,08% dos assentos. Foi sob este segundo Gabinete Rouvier que foi adotada a lei francesa sobre a separação entre Igreja e Estado, cujo rascunho havia sido submetido por Émile Combes no governo anterior. Isso levou a um aumento de filiados no grupo monarquista católico "Action Française", além da renúncia de oficiais católicos, de inúmeras petições e de uma perda significativa de dinheiro para a Igreja Católica na França.
Na política externa, diante da intransigência alemã durante a "Primeira Crise do Marrocos", em março de 1905, Rouvier optou por ceder, exigindo a renúncia de seu ministro das Relações Exteriores, Théophile Delcassé, um anglófilo. O gabinete também foi marcado pelo fim do mandato presidencial de Émile Loubet. Em 18 de fevereiro de 1906, o gabinete apresentou sua renúncia ao novo Presidente da República, Armand Fallières, que, no entanto, optou pela recondução de Maurice Rouvier ao cargo de Presidente do Conselho de Ministros.
O gabinete também foi marcado pela adoção de um brasão de armas para a França, o primeiro desde a queda do Segundo Império Francês.

## Composição

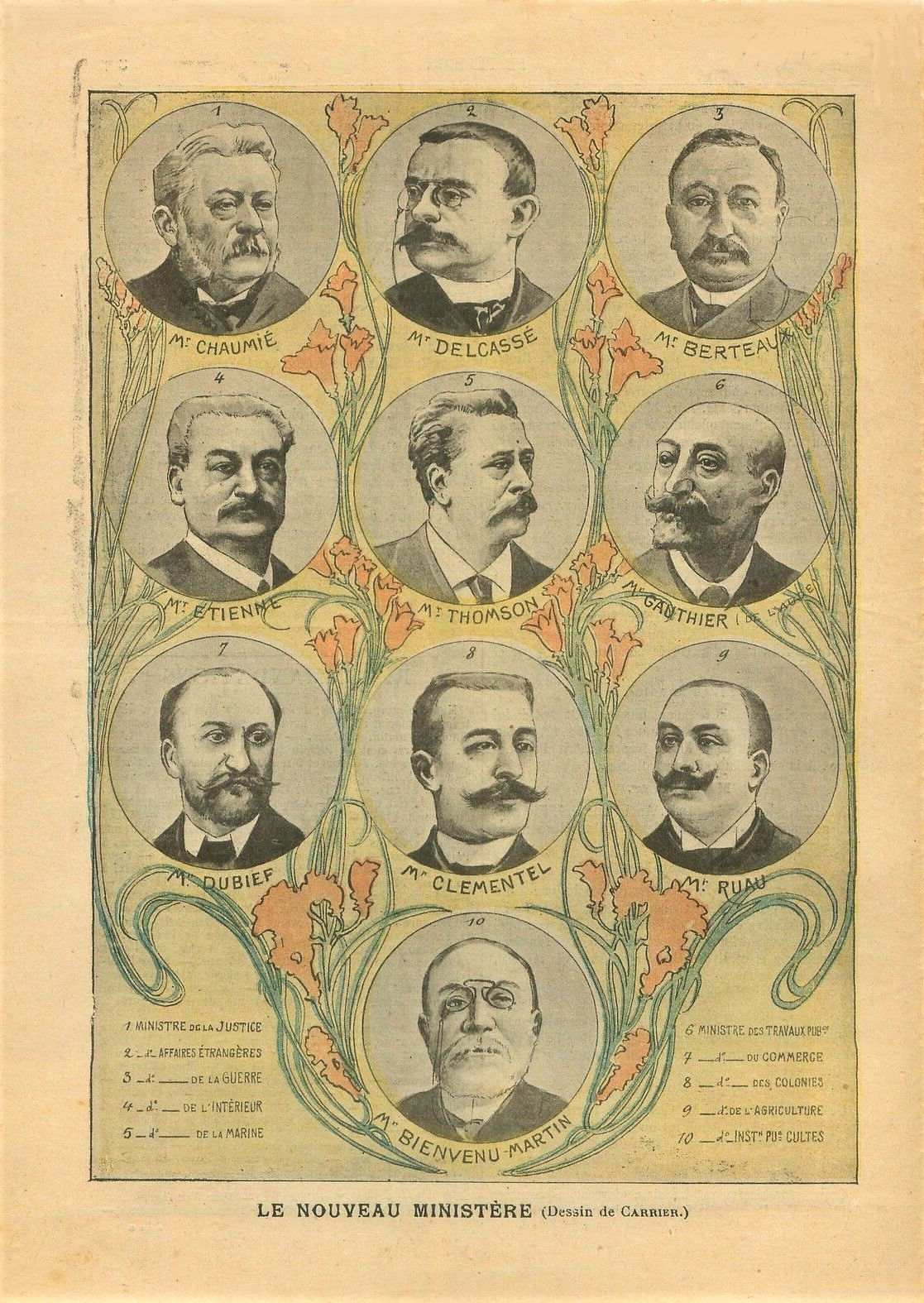
O 2º Gabinete Rouvier em ilustração de 1905.

- Presidente da República: Émile Loubet
- Presidente do Conselho de Ministros: Maurice Rouvier
- Ministro dos Estrangeiros: Théophile Delcassé (1905); Maurice Rouvier (1905-1906)
- Ministro da Justiça: Joseph Chaumié
- Ministro do Interior: Eugène Étienne (1905); Fernand Dubief (1905-1906)
- Ministro da Guerra: Maurice Berteaux (1905); Eugène Étienne (1905-1906)
- Ministro das Finanças: Maurice Rouvier (1905); Pierre Merlou (1905-1906)
- Ministro da Marinha: Gaston Thomson
- Ministro da Instrução Pública, Belas Artes e Cultos: Joseph Chaumié
- Ministro das Obras Públicas: Jean-Baptiste Bienvenu-Martin
- Ministro da Agricultura: Joseph Ruau
- Ministro do Comércio, Indústria, Correios e Telégrafos: Fernand Dubief (1905); Georges Trouillot (1905-1906)
- Ministro das Colônias: Étienne Clémentel

## Realizações
- Aprovação da lei de separação entre Igreja e Estado na França;
- Aprovação da lei que reduziu a duração do serviço militar para dois anos, mas que também removeu todas as isenções;
- Aprovação de uma lei estabelecendo uma relativa transparência dos documentos administrativos relativos às carreiras dos servidores públicos.[3]